# Iván Espeche
Iván Espeche é um ator argentino. Tinha 29 anos quando deu vida à Rafael Sander, de Chiquititas 2000. Além de ator também é cantor e dançarino de tango.

## Teatro
- 2000: Chiquititas
- 2004–2005: La señorita de Tacna
- 2006: Cinco mujeres con el mismo vestido
- 2007–2008: Criminal
- 2013–2015: Parque Lezama[1]